# VEST
VEST (англ. Very Efficient Substitution Transposition, очень эффективная перестановка) — серия аппаратных поточных шифров общего назначения, которые обеспечивают однопроходное шифрование с аутентификацией и могут работать как хеш-функция, стойкая к коллизиям второго рода. Шифры VEST разработаны в Synaptic Laboratories. Все шифры этой серии поддерживают режим работы с ключами переменной длины.

## История
Шифры VEST были разработаны Шоном О’Нейлом (Sean O’Neil). Впервые были представлены на турнире eStream в 2005 году, прошли во второй отборочный тур, но не попали в третий и, соответственно, не прошли в финал.

## Применение поточных шифров
Поточные шифры начали активно использовать в годы войны, ещё до появления электроники.
Преимущества поточных шифров:
- Простота проектирования;
- Простота аппаратной реализации;
- Высокая скорость шифрования (важно при магистральном шифровании больших потоков информации);
- Отсутствие эффекта размножения ошибок, который присутствует в блочных шифрах;
- Обеспечивают высокую криптостойкость

Поточные шифры и их применение:
- RC4 (системы защиты информации в компьютерных сетях, например в протоколах SSL и TSL);
- A3 (процесс аутентификации в глобальном цифровом стандарте для мобильной сотовой связи GSM);
- A5 (обеспечения конфиденциальности передаваемых данных между телефоном и базовой станцией в европейской системе мобильной цифровой связи GSM);
- SEAL (криптографический алгоритм)(является одним из самых быстрых шифров)
- Также поточные шифры используются в:
  - смарт-картах
  - RFID-метках
  - Беспроводных сетях

Одним из примеров поточных шифров является шифр VEST

## Аппаратная реализация

### Общая структура
Схема шифрования состоит из четырёх основных компонентов: нелинейный счетчик, линейный счетчик-диффузор, биективный накапливающий регистр с большим числом состояний и линейный смеситель на выходе. Ядро шифров VEST можно представить как взаимно-однозначные регистры сдвига с нелинейной обратной связью (NLFSRs) с множеством параллельных обратных связей, работающие вместе с системой нелинейных модульных счетчиков (RNS) с очень длинным периодом. Модульный счетчик состоит из 16 регистров сдвига с нелинейной обратной связью с взаимно простыми длинами периодов. Счетчик-диффузор — это набор 6-битовых линейных смесителей с обратной связью, сжимающий выходные данные с 16 счетчиков в 10 бит. Ядро накапливающего регистра — регистр сдвига с нелинейной параллельной обратной связью, на вход которого подаются выходные 10 бит от счетчика-диффузора. Выходной смеситель — набор 6-битовых линейных смесителей.

### Счетчик-диффузор
Биты, поступившие на вход счетчика-диффузора, смешиваются перед подачей их на вход накапливающего регистра по следующему правилу:
{\displaystyle d_{0}^{r+1}\ =\ d_{1}^{r}+c_{1}^{r}+c_{4}^{r}+c_{5}^{r}+c_{11}^{r}+c_{13}^{r}+1}

{\displaystyle d_{1}^{r+1}\ =\ d_{2}^{r}+c_{0}^{r}+c_{2}^{r}+c_{6}^{r}+c_{8}^{r}+c_{14}^{r}}

{\displaystyle d_{2}^{r+1}\ =\ d_{3}^{r}+c_{3}^{r}+c_{4}^{r}+c_{7}^{r}+c_{10}^{r}+c_{15}^{r}}

{\displaystyle d_{3}^{r+1}\ =\ d_{4}^{r}+c_{0}^{r}+c_{3}^{r}+c_{5}^{r}+c_{9}^{r}+c_{12}^{r}}

{\displaystyle d_{4}^{r+1}\ =\ d_{5}^{r}+c_{1}^{r}+c_{4}^{r}+c_{6}^{r}+c_{12}^{r}+c_{15}^{r}+1}

{\displaystyle d_{5}^{r+1}\ =\ d_{6}^{r}+c_{0}^{r}+c_{7}^{r}+c_{9}^{r}+c_{13}^{r}+c_{14}^{r}}

{\displaystyle d_{6}^{r+1}\ =\ d_{7}^{r}+c_{1}^{r}+c_{8}^{r}+c_{11}^{r}+c_{14}^{r}+c_{15}^{r}}

{\displaystyle d_{7}^{r+1}\ =\ d_{8}^{r}+c_{2}^{r}+c_{5}^{r}+c_{6}^{r}+c_{10}^{r}+c_{12}^{r}+1}

{\displaystyle d_{8}^{r+1}\ =\ d_{0}^{r}+c_{0}^{r}+c_{3}^{r}+c_{7}^{r}+c_{8}^{r}+c_{9}^{r}+1}

{\displaystyle d_{9}^{r+1}\ =\ d_{9}^{r}+c_{8}^{r}+c_{10}^{r}+c_{12}^{r}+c_{13}^{r}+c_{15}^{r}+1}

### Накапливающий регистр
Младшие пять бит {\displaystyle x_{0}}, {\displaystyle x_{1}}, {\displaystyle x_{2}}, {\displaystyle x_{3}}, {\displaystyle x_{4}} преобразуются нелинейными функциями {\displaystyle f_{0}}, {\displaystyle f_{1}}, {\displaystyle f_{2}}, {\displaystyle f_{3}}, {\displaystyle f_{4}}, которые образуют блок подстановки. Значения этих функций линейно смешиваются с пятью выходными битами {\displaystyle d_{0}}, {\displaystyle d_{1}}, {\displaystyle d_{2}}, {\displaystyle d_{3}}, {\displaystyle d_{4}} счетчика-диффузора и возвращаются обратно в состояние регистра в {\displaystyle x_{p0}}, {\displaystyle x_{p1}}, {\displaystyle x_{p2}}, {\displaystyle x_{p3}}, {\displaystyle x_{p4}} соответственно. Биты {\displaystyle x_{5}}, {\displaystyle x_{6}}, {\displaystyle x_{7}}, {\displaystyle x_{8}}, {\displaystyle x_{9}} линейно смешивают со значениями следующих пяти функций с обратной связью {\displaystyle f_{5}}, {\displaystyle f_{6}}, {\displaystyle f_{7}}, {\displaystyle f_{8}}, {\displaystyle f_{9}} и с пятью битами счетчика-диффузора {\displaystyle d_{5}}, {\displaystyle d_{6}}, {\displaystyle d_{7}}, {\displaystyle d_{8}}, {\displaystyle d_{9}} и возвращаются в состояние регистра в {\displaystyle x_{p5}}, {\displaystyle x_{p6}}, {\displaystyle x_{p7}}, {\displaystyle x_{p8}}, {\displaystyle x_{p9}} соответственно. Биты от {\displaystyle x_{10}} до {\displaystyle x_{M+9}} линейно смешиваются с значениями функций {\displaystyle f_{10}},…, {\displaystyle f_{M+9}}, а в режиме шифрования с аутентификацией ещё и с битами шифротекста.
Работу ядра накапливающего регистра (в режиме без аутентификации) можно изобразить с следующем виде:
{\displaystyle x_{pj[5]}^{r+1}\ =\ f_{j}(x_{0}^{r},x_{1}^{r},x_{2}^{r},x_{3}^{r},x_{4}^{r})+d_{j}^{r},0\leq j<5};
{\displaystyle x_{pj[5]}^{r+1}\ =\ f_{j}(x_{pj[0]}^{r},x_{pj[1]}^{r},x_{pj[2]}^{r},x_{pj[3]}^{r},x_{pj[4]}^{r})+x_{j}^{r}+d_{j}^{r},5\leq j<10};
{\displaystyle x_{pj[5]}^{r+1}\ =\ f_{j}(x_{pj[0]}^{r},x_{pj[1]}^{r},x_{pj[2]}^{r},x_{pj[3]}^{r},x_{pj[4]}^{r})+x_{j}^{r},10\leq j<W};

## Режимы работы

### Загрузка ключа
Перед генерацией ключевого потока, шифрованием данных или хешированием шифр работает в режиме загрузки ключа, состоящий из {\displaystyle R_{0}=F+16} раундов, где {\displaystyle F} — длина ключа в битах. Формируется последовательность битов, состоящая из 15 нулей, ключа, единичного бита и ещё 15 нулей. Эта последовательность загружается с регистры начиная с младшего бита по 16 бит до тех пор, пока единичный бит не окажется в первом регистре. Далее происходят следующие операции:
{\displaystyle c_{i}{}^{r+1}{}_{0}\ =\ g_{i}(c_{i}{}^{r}{}_{0},c_{i}{}^{r}{}_{1},c_{i}{}^{r}{}_{2},c_{i}{}^{r}{}_{6},c_{i}{}^{r}{}_{7})+c_{i}{}^{r}{}_{B[i]-1},}
{\displaystyle c_{i}{}^{r+1}{}_{1}\ =\ 0,ifr+i<15,}
{\displaystyle c_{i}{}^{r+1}{}_{1}\ =\ c_{i}{}^{r}{}_{0}+k_{r+i-15},if15\leq r+i<F+15,}
{\displaystyle c_{i}{}^{r+1}{}_{1}\ =\ 1,ifr+i\ =\ F+15,}
{\displaystyle c_{i}{}^{r+1}{}_{1}\ =\ 0,ifF+15<r+i,}
{\displaystyle c_{i}{}^{r+1}{}_{j}\ =\ c_{i}{}^{r+1}{}_{j-1},2\leq j<B_{i},0\leq i<16;}
{\displaystyle x_{pj[5]}^{r+1}\ =\ f_{j}(x_{0}^{r},x_{1}^{r},x_{2}^{r},x_{3}^{r},x_{4}^{r})+d_{j}^{r},0\leq j<5};
{\displaystyle x_{pj[5]}^{r+1}\ =\ f_{j}(x_{pj[0]}^{r},x_{pj[1]}^{r},x_{pj[2]}^{r},x_{pj[3]}^{r},x_{pj[4]}^{r})+x_{j}^{r}+d_{j}^{r},5\leq j<10};
{\displaystyle x_{pj[5]}^{r+1}\ =\ f_{j}(x_{pj[0]}^{r},x_{pj[1]}^{r},x_{pj[2]}^{r},x_{pj[3]}^{r},x_{pj[4]}^{r})+x_{j}^{r},10\leq j<W};
{\displaystyle 0\leq r<R_{0}.}

### Хеширование
Этот режим используется для хеширования данных и для загрузки вектора инициализации. Входные данные хешируются по 8 бит за раунд:
{\displaystyle c_{i}{}^{r+1}{}_{0}\ =\ g_{i}(c_{i}{}^{r}{}_{0},c_{i}{}^{r}{}_{1},c_{i}{}^{r}{}_{2},c_{i}{}^{r}{}_{6},c_{i}{}^{r}{}_{7})+c_{i}{}^{r}{}_{B[i]-1},}
{\displaystyle c_{i}{}^{r+1}{}_{1}\ =\ c_{i}{}^{r}{}_{0}+k_{(r-R_{a})*8+i},}
{\displaystyle c_{i}{}^{r+1}{}_{j}\ =\ c_{i}{}^{r}{}_{j-1},2\leq j<B_{i},0\leq i<8;}
{\displaystyle c_{i}{}^{r+1}{}_{0}\ =\ g_{i}(c_{i}{}^{r}{}_{0},c_{i}{}^{r}{}_{1},c_{i}{}^{r}{}_{2},c_{i}{}^{r}{}_{6},c_{i}{}^{r}{}_{7})+c_{i}{}^{r}{}_{B[i]-1},}
{\displaystyle c_{i}{}^{r+1}{}_{j}\ =\ c_{i}{}^{r}{}_{j-1},2\leq j<B_{i},0\leq i<16;}
{\displaystyle x_{pj[5]}^{r+1}\ =\ f_{j}(x_{0}^{r},x_{1}^{r},x_{2}^{r},x_{3}^{r},x_{4}^{r})+d_{j}^{r},0\leq j<5};
{\displaystyle x_{pj[5]}^{r+1}\ =\ f_{j}(x_{pj[0]}^{r},x_{pj[1]}^{r},x_{pj[2]}^{r},x_{pj[3]}^{r},x_{pj[4]}^{r})+x_{j}^{r}+d_{j}^{r},5\leq j<10};
{\displaystyle x_{pj[5]}^{r+1}\ =\ f_{j}(x_{pj[0]}^{r},x_{pj[1]}^{r},x_{pj[2]}^{r},x_{pj[3]}^{r},x_{pj[4]}^{r})+x_{j}^{r}+e^{(r-R_{i}-1)*M+j-10},10\leq j<10+M};
{\displaystyle x_{pj[5]}^{r+1}\ =\ f_{j}(x_{pj[0]}^{r},x_{pj[1]}^{r},x_{pj[2]}^{r},x_{pj[3]}^{r},x_{pj[4]}^{r})+x_{j}^{r},10+M\leq j<W};
{\displaystyle R_{a}\leq r<R_{b}.}

### Генерация ключевого потока
В этом режиме на вход не подаются никакие данные. А биты с выхода складываются с открытым текстом по модулю 2.

### Шифрование с аутентификацией
В этом режиме биты зашифрованного сообщения попадают обратно в регистр.

## Криптостойкость
На данный момент не известно ни одной атаки на шифры VEST, которая работала бы быстрее, чем атака полным перебором ключей или внутренних состояний регистра.

### Тест на случайность
Каждая компонента шифров VEST была тщательно проверена лучшим из существующих тестов на случайность. Отдельные потоки выходных данных с накапливающего регистра, смешанные с выходными данными счетчиков, и выходные данные шифров VEST практически не отличаются от случайной последовательности. Из-за короткого периода отдельные счетчики не проходят тест на случайность, но линейная комбинация трех или четырёх таких счетчиков успешно проходят тест на случайность

### Проверка алгебраической структуры на наличие дефектов
Проверки алгебраической структуры шифров VEST показывают, что при любом контролируемом изменении состояний накапливающего регистра появляющаяся взаимосвязь между входными и выходными битами не отличается от случайной последовательности уже после четырёх раундов.

## Применение

### Смарт-карты
Смарт-карты часто используют как защищённый способ предоставления услуг. Использование сильного, быстрого, малоэнергозатратного шифрования в таких системах — необходимое условие.
Программное шифрование недостаточно быстрое и сильно энергозатратное, и его не всегда удобно использовать на уровне «железа».

### Устройства идентификации
Шифр VEST-4 удовлетворяет необходимым требованиям радиочастотной идентификации:
- шифрование с аутентификацией;
- низкая стоимость;
- массовый параллелизм;
- высокая надежность;
- низкие энергозатраты.